# Flügelzange
Die Flügelzange bezeichnet im Fußball zwei Außenstürmer, welche in Zusammenarbeit die gegnerische Abwehr unter Druck setzen.
Um erfolgreich mit einer Flügelzange zu sein, ist es notwendig, zwei Spieler mit hohem Niveau zu haben, welche auf den jeweiligen Flügeln spielen. Dabei setzen sie die Abwehr durch Pässe/Flanken in den Rücken der Abwehrkette, durch Flügelwechsel des Balls und ihrem hohen Spielniveau unter Druck.
In den 1970er Jahren waren Jürgen Grabowski und Bernd Hölzenbein als „Frankfurter Flügelzange“ bekannt. In den letzten Jahren haben insbesondere Franck Ribéry und Arjen Robben gemeinsam beim FC Bayern München in dieser Art und Weise gespielt.